# كرايغ جونز (موسيقي)
كرايغ جونز (بالإنجليزية: Craig Jones)‏ (و. 1972  م) هو موسيقي، وعازف بيانو أمريكي، ولد في دي موين، آيوا، يستخدم آلات قيثارة.

## وصلات خارجية
- كرايغ جونز على موقع IMDb (الإنجليزية)
- كرايغ جونز على موقع ميوزك برينز (الإنجليزية)
- كرايغ جونز على موقع ديسكوغز (الإنجليزية)
- كرايغ جونز على موقع قاعدة بيانات الفيلم (الإنجليزية)

- كرايغ جونز في قاعدة بيانات الأفلام على الإنترنت